# Fahrradverordnung
Die Fahrradverordnung ist eine Verordnung des österreichischen Verkehrsministers, die am 1. Mai 2001 in Kraft getreten ist und in Ergänzung der Straßenverkehrsordnung sowie in Ersetzung der Verordnung des Bundesministers für öffentliche Wirtschaft und Verkehr vom 24. April 1986 über die technischen Merkmale von Rennfahrrädern (BGBl. Nr. 242/1986) festlegt, welche technischen Anforderungen an Fahrräder gestellt werden, um sie im öffentlichen Verkehr zu bewegen.

## Inhalt
§ 1 legt die notwendige Ausrüstung des Rads fest, wie die Fahrradbeleuchtung, Rückstrahler, Bremsvorrichtungen und akustische Warnvorrichtung (Fahrradklingel, Hupe).
§ 2 definiert die Abweichungen von § 1 für mehrspurige Fahrräder.
§ 3 legt zusätzliche Bestimmungen für das Ziehen von Anhängern fest.
§ 4 definiert Rennfahrräder und deren Ausnahmen von § 1.
§ 5 legt die notwendige Ausrüstung für Fahrradanhänger, die Kupplung und die Personenbeförderung mit Fahrradanhängern fest.
§ 6 definiert Bedingungen für die Mitnahme von Kindern auf Kindersitzen.
§ 7 legt das zulässige Höchstgewicht fest.